# Cantonul Callas
Cantonul Callas este un canton din arondismentul Draguignan, departamentul Var, regiunea Provence-Alpes-Côte d'Azur, Franța.

## Comune
- Bargemon
- Callas (reședință)
- Châteaudouble
- Claviers
- Figanières
- Montferrat